# Błyszczanowicz
Błyszczanowicz − polski herb szlachecki, odmiana herbu Ostoja

## Opis herbu
Opis z wykorzystaniem zasad blazonowania, zaproponowanych przez Alfreda Znamierowskiego:
W polu czerwonym, między dwoma krzyżami kawalerskimi w pas, ułożonymi skośnie, miecz o głowni srebrnej i rękojeści złotej. 
Klejnot: pięć piór strusich. 
Labry czerwone podbite złotem.

## Najwcześniejsze wzmianki
Dyplom z archiwum guberni kijowskiej, 1806 rok. 

## Herbowni
Herb ten, jako herb własny, przysługiwał jednej tylko rodzinie herbownych:
Błyszczanowicz.